# Aptostichus fornax
Aptostichus fornax is een spinnensoort uit de familie Cyrtaucheniidae. De naam van de soort is voor het eerst geldig gepubliceerd door Jason Bond in 2012. De soort komt voor in het zuidwesten van de Verenigde Staten.